# Fiorino d'oro
Il fiorino d'oro, conosciuto anche come fiorino fiorentino, era una moneta fiorentina largamente diffusa nei commerci con gli stati esteri. Venne emessa dalla Repubblica di Firenze dal 1252 fino alla sua caduta nel 1533.

## Storia

### La nascita del fiorino d'oro
Nell'XI secolo in gran parte dell'Europa vigeva il sistema monetario carolingio per il quale l'unità di riferimento era la lira d'argento, costituita da 20 soldi e 240 denari. Nella Repubblica di Firenze l'equivalente del denaro era il cosiddetto denaro piccolo, per il soldo il fiorino grosso (così chiamato per la presenza del giglio di Firenze), mentre la lira era un'unità di conto astratta.
Nel corso del XII secolo l'economia fiorentina vide un'importante crescita così i mercanti iniziarono a richiedere alla zecca la possibilità di coniare una nuova moneta, stabile e di maggior valore rispetto al fiorino grosso. Nel 1252 allora la zecca iniziò a coniare il fiorino d'oro, una moneta d'oro a 24 carati dal peso di 3,53 g che presentava al dritto il giglio di Firenze e al rovescio san Giovanni Battista, patrono della città. Il fiorino d'oro era quindi pari a 20 fiorini grossi d'argento, valore incrementato negli anni successivi a 47 grossi nel 1300 e 167 nel 1542.
L'utilizzo dell'oro nella monetazione europea fu resa possibile dalla ripresa dei commerci con il Nordafrica da cui arrivava la maggioranza dell'oro e nello stesso anno, senza alcun accordo tra le due città, la Repubblica di Genova iniziò la coniazione del genovino, una moneta d'oro dal peso simile.
L'elevatissimo potere d'acquisto della moneta imponeva l'uso di svariati sottomultipli, quali il fiorino d'argento (detto anche grosso o popolino, di valore variabile inizialmente pari ad 1/20 del fiorino d'oro, ma successivamente svalutato fino a toccare, durante la seconda metà del XVI sec., il valore di 1/150 della moneta d'oro) ed il fiorino di rame, detto anche "fiorino nero" per il colore che assumeva col passare del tempo, del valore (almeno iniziale) di 1/240 del suo multiplo aureo, ossia 1/12 del fiorino d'argento.

### Il conio
Il conio della moneta avveniva prima nei locali di Palazzo Vecchio, poi alla Torre della Zecca Vecchia. Si usavano dei magli azionati dalla forza dell'acqua (il torrente Scheraggio nella prima sede, l'Arno nella seconda) e poteva capitare che, quando il pesante maglio non era perfettamente calettato, nel cadere sul conio l'impressione non fosse sempre centrata esattamente, per cui restava un orliccio d'oro che poteva essere tagliato via, la cosiddetta "calìa" che abbassava il peso della moneta. Per evitare che le monete venissero "caliate" e il loro peso fosse costante e garantito, gli ufficiali dell'Arte verificavano il peso di ogni singolo fiorino, raccogliendo gli esemplari ripesati in piccole borse suggellate: erano quelli i "fiorini di suggello", cioè garantiti tanto nella lega che nel peso. Le pene severissime contro i falsari, i controlli costanti e la stabilità della lega fecero del fiorino una delle monete auree più stabili e apprezzate d'Europa tra Medioevo e Rinascimento. L'effigie del Battista era in un certo senso garante dell'autenticità e del valore della moneta, da cui derivò il modo di dire, ancora oggi popolare, di "San Giovanni 'un vuole inganni".